# Tào Chiêu công
Tào Chiêu công (chữ Hán: 曹昭公; trị vì: 661 TCN-653 TCN), tên thật là Cơ Ban (姬班), là vị vua thứ 15 của nước Tào – chư hầu nhà Chu trong lịch sử Trung Quốc.
Cơ Ban là con của Tào Ly công – vua thứ 14 nước Tào. Năm 662 TCN, Tào Ly công mất, Cơ Ban lên nối ngôi, tức là Tào Chiêu công.

## Tham gia chiến tranh chư hầu
Năm 660 TCN, nước Địch vào đánh nước Vệ, giết Vệ Ý công, sau đó lại sang đánh cả nước Hình, phá thành nước Hình. Tào Chiêu công theo Tề Hoàn công cùng nước Tống đến Nhiếp Bắc cứu nước Hình. Đất Hình bị quân Địch chiếm, Tề Hoàn công thiên nước Hình đến Di Nghi. Tào Chiêu công cùng quân các nước Tề, Tống xây thành giúp nước Hình.
Năm 659 TCN, Sở Thành vương mang quân đánh Trịnh. Tào Chiêu công lại theo Tề Hoàn công và các nước Lỗ, Tống, Chu hội binh tại đất Sanh để cứu Trịnh. Quân Sở rút lui.
Năm 656 TCN, Sở Thành vương lại đánh nước Trịnh. Tào Chiêu công lại theo Tề Hoàn công và các nước Lỗ, Tống, Vệ, Trần, Hứa, Chu hội binh tại đất Hình để cứu Trịnh, đánh Sở và Sái. Quân Sái tan vỡ. Liên quân tiến sang đánh nước Sở. Sở Thành vương phải xin giảng hòa.
Sang năm 655 TCN, Tào Chiêu công đi hội chư hầu do Tề Hoàn công làm chủ ở đất Thủ Chỉ.
Năm 654 TCN, Tề Hoàn công giận Trịnh Văn công bỏ hội, liền cùng tập hợp chư hầu đi đánh Trịnh. Tào Chiêu công cùng các nước Lỗ, Tống, Vệ theo Tề kéo đến Tân Thành. Sở Thành vương mang quân đánh nước Hứa để cứu Trịnh. Tề Hoàn công và các chư hầu mang quân sang nước Hứa. Nước Trịnh được giải vây, quân Sở cũng lui về.
Năm 653 TCN, Tào Chiêu công qua đời. Ông ở ngôi được 9 năm. Con ông là Cơ Tương lên nối ngôi, tức là Tào Cung công.